# Grays International
Grays International est un équipementier sportif, une marque anglaise, produisant des équipements, des vêtements sportifs ainsi que des accessoires pour le cricket, le hockey sur gazon, le netball, le rugby et tennis. Pour certaines disciplines, des marques ou des filiales ont été développées ou acquises (Gray-Nicolls, Gilbert, Steeden, respectivement pour le cricket, le rugby et le netball, le rugby à XIII), la marque Grays racquets propose raquettes de squash et de badminton, Grays International se spécialisant dans le hockey sur gazon. Son siège social est basé à Robertsbridge dans le Sussex de l'Est.

## Histoire de la marque
Le champion de raquettes H.J. Gray crée la société de fabrication de raquettes H.J. Gray and Sons en 1855. La société plus tard fournit des battes de cricket, notamment à K. S. Ranjitsinhji et au futur roi Édouard VII. L. J. Nicolls débute la fabrication de battes de cricket en 1876 dans son échoppe de Robertsbridge, dans le Sussex de l'Est, où la société est toujours installée. Ces deux équipementiers fusionnent dans les années 1940 pour s'appeler et créer la marque Gray-Nicolls. 
La marque continue d'être bien considérée dans les années 1950 et 1960. À une période, Ted Dexter, Richie Benaud, Frank Worrell, John Reid et Trevor Goddard, les capitaines des cinq équipes qui pratiquent le Test cricket, utilisent des battes Gray-Nicolls. Pendant cette période, Gray-Nicolls innove dans la technologie des battes, avec des solutions majeures.
Pour pouvoir faire face aux demandes de l'Australasie, une usine a été ouverte à Melbourne.
Grays acquiert Steeden en 1995 et Gilbert en 2002.